# Skeddalen
Skeddalen is een plaats in de gemeente Göteborg in het landschap Bohuslän en de provincie Västra Götalands län in Zweden. De plaats heeft 106 inwoners (2005) en een oppervlakte van 15 hectare. De plaats ligt op het eiland Hisingen en grenst direct aan het Kattegat. De directe omgeving van de plaats bestaat uit rotsen, de bebouwing bestaat er uit vrijstaande huizen en de vlak bij de plaats ligt een jachthaven. De stad Göteborg ligt ongeveer vijf kilometer ten oosten van het dorp.